# Fuero de Logroño

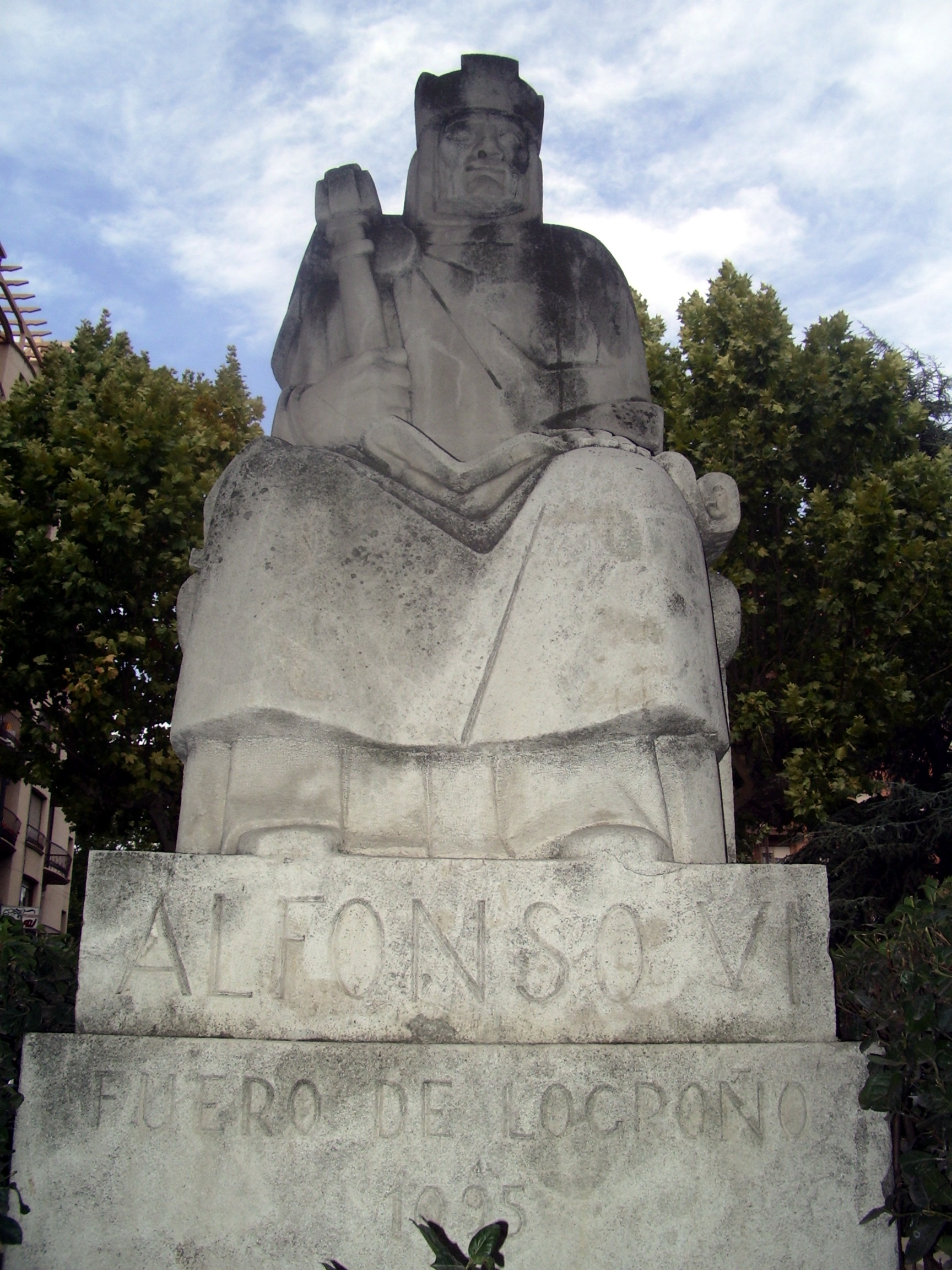
Monumento al fuero de Logroño situado en esta localidad.

El Fuero de Logroño es la Carta Puebla concedida por el rey Alfonso VI de León a Logroño en el año 1095 por consejo del conde García Ordóñez a instancias de Ximeno Fortunión, Señor de Cameros. Es el segundo de los grandes fueros otorgados a municipios riojanos tras el fuero de Nájera (1076) otorgado por Alfonso VI en el momento de su incorporación a Castilla. Este fuero constituyó una de las familias de fueros cuya extensión abarcó las actuales comunidades de La Rioja, Navarra, País Vasco, Cantabria y Burgos. Otras familias forales propagadas por los reinos peninsulares hispánicos derivan del fuero de Sepúlveda (1076), el fuero de Jaca (1076-1077), fuero de Sahagún (1080) o el fuero de Medinaceli (finales del siglo XII).
Sirvió de base para su concesión a otras villas como Castro Urdiales (1163), Laguardia (1164) y San Vicente de la Sonsierra (1172), Bermeo, Bilbao, Ermua, Laredo (1200), Miranda de Ebro, Plencia, o Valmaseda.
El fuero de Logroño forma parte de los llamados fueros francos que realizaban atractivas ofertas buscando atraer población.

## Contexto histórico
Logroño, además de ocupar un lugar estratégico en el espacio asociado al entorno geográfico del río Ebro, es una población mercantil y artesanal que forma parte del Camino de Santiago. En 1095 el rey castellano Alfonso VI, buscando favorecer su desarrollo urbano, le concedió un fuero donde establecía unas condiciones jurídicas y económicas más favorables frente a las de las poblaciones de su entorno. Esta carta foral contemplaba la libertad de comercio, la exención de prestaciones personales y de servicios militares, la prohibición de ordalías y pesquisas, garantiza la paz pública y otros derechos que fomentan la vida mercantil y urbana. Se afirma «que la ciudad de Logroño surge a partir de la concesión de este Fuero.»

## Descripción
La mejor condición jurídica queda reflejada en que la población es libre e ingenua, estando exentos de servidumbre. En el fuero de Logroño, el rey cede a sus vecinos la facultad para designar a la justicia de la villa entre sus vecinos. Lo que lleva parejo la capacidad para imponer multas y cobrar caloñas por parte del concejo municipal a aquellos vecinos que transgredían la normativa del municipio o la real.
En el fuero de Logroño (1095), los vecinos no tienen la facultad de designar al merino, alcaldes y sayones, sino que serán escogidos por el señor o tenente entre tales vecinos.
Este fuero se fue ampliado y confirmado posteriormente con Alfonso VII (c. 1146-1148), Sancho III (1157), Sancho VI el Sabio de Navarra (1168) y con Pedro I de Castilla (1351).

### Tradición manuscrita
Respecto a la tradición manuscrita, se han perdido los pergaminos originales promulgados por Alfonso VI y Alfonso VII como tampoco hay noticias acerca de copias directas de los mismos. El ejemplar actualmente conservado en el Archivo Municipal de Logroño es un diploma posiblemente confeccionado entre 1148 y 1157, por el tipo de escritura allí recogida, letra minúscula carolina, y por el latín vulgar empleado como lengua. El autor sería un escribano del concejo de Logroño que cabe suponerse tuvo «delante el texto originario de Alfonso VI, el de la confirmación y ampliación de Alfonso VII, y quizá algún otro documento complementario, procedió a refundirlos en un texto único, en el que, incurriendo en algunos errores y acudiendo a la técnica de las interpolaciones, alteró las fórmulas diplomáticas, suprimió, añadió y modificó parcialmente el contenido, con objeto de reflejar el derecho vigente en el Logroño de su época, dando lugar así a un texto nuevo de elaboración concejil que se presentaría a la confirmación de Sancho III de Castilla, luego a la de Sancho VI de Navarra, y, finalmente, a la de Pedro I de Castilla en las Cortes de Valladolid de 1351.»

### Tradición historiográfica
Historiográficamente, sin embargo, hasta 1931 no se localizó el documento conservado en el Archivo Municipal de Logroño aunque hasta 1943 no sería estudiado y editado por Tomás Moreno Garbayo. Con ello se sabe que cronológicamente las ediciones del mismo previas  se han basado en el traslado realizado en la confirmación del Fuero de Vitoria, derivado del Fuero de Logroño, que se localizó en el Archivo Municipal de Vitoria durante el siglo XVIII. Este documento se presentó a Pedro I en las Cortes de Valladolid y se firmó el 25 de octubre de 1351. El investigador Gonzalo Martínez Díez estableció que de este documento proceden las ediciones de Joaquín José de Landázuri, en su Historia civil y eclesiástica de Vitoria (1780 y 1799), al que sigue Juan Ramón Iturriza en su Historia General de Vizcaya escrita a finales del siglo XVIII aunque publicada a finales del XIX. Se publican antes las Noticias históricas de las tres provincias vascongadas, de Juan Antonio Llorente (1805) donde se copia el texto encontrado entre los papeles del racionero de la catedral de Calahorra, Antonio Martínez de Azagra, fallecido en 1636. El texto de Llorente es seguido por José María de Zuaznávar (1827) y José Yanguas y Miranda (1840). A Yanguas y Miranda siguen Amalio Marichalar y Cayetano Manrique, en su Historia de los fueros de Navarra, Vizcaya, Guipúzcoa y Álava (1868). Ángel Casimiro Govantes en su Diccionario geográfico-histórico de España (1846) tuvo presentes, y cotejó, las ediciones de Landázuri y Llorente. Tomás Muñoz y Romero, en su Colección de Fueros Municipales y Cartas puebla de los Reinos de Castilla, León, Corona de Aragón y Navarra (1847), empleó una copia sacada del ejemplar de Vitoria por Rafael Floranes Encinas, cuya obra, sin embargo, se editaría más tarde (Memorias y privilegios de la M.N. y M.L. ciudad de Vitoria, 1922). En la Biblioteca Nacional se conservan nueve copias manuscritas posteriores empleadas en sus ediciones por Teófilo Guiard Larráuri (Historia de la Noble villa de Bilbao, 1905) y Narciso Hergueta y Martín (El Fuero de Logroño, su extensión a otras poblaciones, BRAH, 1907).
De las ediciones modernas posteriores a 1943 se basan en el documento logroñés de José Ángel García de Cortázar (Nueva Historia de España, 1975), Santiago Villimer Llamazares (Documenta Alavae Latina, 1977), Felipe Abad León (Radiografía histórica de Logroño a la luz del Catastro del Marqués de la Ensenada, 1978) además de los trabajos de Gonzalo Martínez Díez (1979), Felipe Domingo Muro ("Los fueros riojanos", en Historia de La Rioja, 1983), César González Mínguez ("Documentos de Pedro I y Enrique II en el Archivo municipal de Vitoria”, en Fuentes documentales medievales del País Vasco, 1994) y Ana María Barrero García cuyos trabajos, incluida la Transcripción y traducción del Fuero de Logroño (1995), son en la actualidad la referencia en los estudios sobre este texto jurídico.

## Contenido
Adaptación del fuero de Logroño al castellano moderno:

En el nombre de Cristo y de su divina clemencia, Padre, Hijo y Espiritu Santo. Amen

Yo, Alfonso, por la gracia de Dios emperador de toda España, con el consejo de mi esposa Berenguela, otorgamos esta carta a los pobladores de Logroño
A todos los ahora y en el futuro reunidos en el nombre de dios bajo la potestad de mi reino e imperio, paz y felicidad por siempre.
Hacemos saber como el muy fiel conde don García y su esposa doña Urraca, que para gloria de nuestro reino estuvieron al frente del gobierno de los najerillenses y calagurritanos, previendo la utilidad de nuestro palacio decidieron con nuestro consejo y consentimiento poblar la villa llamada Logroño, que engrandecieron
sus pobladores y aconsejaron dar ley y fuero a los que allí quisieran establecerse a fin de que pudieran vivir sin verse sometidos a la grave opresión de la servidumbre y para que, evitada así la ocasión de abandonar el lugar, nuestra acción no resultara inútil y no recayera infamia sobre la gloria de nuestro reino. Y siguiendo su consejo con todo fervor, decidimos darles suero en el que deberán vivir todos los que ahora pueblan el sobredicho lugar y los que, Dios mediante, lo hagan por siempre, así franceses como españoles, como cualesquiera otras gentes y mantenerse conforme al fuero de francos por la buena fe  y autoridad de esta escritura y considerándolo de real conformidad ordenamos:
1. Que ningún sayón entre en sus casas para tomar alguna cosa o arrebatarla con violencia.
2. Ningún señor que bajo la potestad del rey mandara en la villa no les haga violencia ni fuerza, ni su merino ni su sayón nos les quiten ninguna cosa contra su voluntad
3. Ni tengan sobre sí fuero malo de sayonía, ni de fonsadera, ni de anubda, ni de mañería, ni hagan ninguna vereda sino que permanezcan siempre libres e ingenuos
4. Y no tengan fuero de hacer batalla, ni de hierro, ni de calda, ni de pesquisa.
5. y si sobre esta causa el merino o el sayón quisieran entrar en casa de algún poblador, mátenle y no pechen homicidio
6. Y si el sayón fuere malo y demandara algo contra derecho, que le derriben a golpes y no paguen más de 5 sueldos.
7. No pechen homicidio por el hombre que encontraran muerto en el término o en la villa a no ser que entre los propios pobladores, si uno de ellos hubiere matado a otro poblador o a algún hombre y los vecinos supieran quién lo mató, el que lo hizo peche por homicidio. Y venga el merino y lo retenga hasta que dé dos fianzas o peche por homicidio 500 sueldos y no más, y de ellos caigan la mitad en tierra por el alma del rey.
8. Y si les imputaran el homicidio hagan el juicio que determinara el rey
9. Y si algún hombre sacara prendas en una casa, por la fuerza peche 60 sueldos, la mitad en tierra, y devuélvale las prendas a su dueño de la casa de donde las tomó.
10. Y quien encerrara a algún hombre en su casa, peche 60 sueldos, la mitad en tierra.
11. Y todo hombre que sacara un cuchillo, pierda el puño y si no, redímase ante el señor de la tierra si pudiera probarlo según el fuero de la villa.
12. Y además, si un poblador golpeara a otro haciéndole sangre, peche 10 sueldos, la mitad en tierra, si le golpeara y no le hiciera sangre, 5 sueldos, la mitad en tierra y si no pudiera probarlo, sométase a juicio.
13. y si algún hombre desnudara a otro, peche medio homicidio, la mitad en tierra
14. Y si prendara a algún hombre, capa o manto y otras prendas con engaño peche 5 sueldos, los medios en tierra, con sus testimonios como manda el fuero.
15. Y si algún hombre golpeara a su mujer casada y lo pudiere probar con  una mujer y con un hombre bueno, o con dos hombres, peche 60 sueldos, la mitad en tierra; y si no pudiere probarlo, sométase a su juramento.
16. Y si alguna mujer, alzándose en su lozanía, golpeara a algún  hombre que tenga su mujer legal y pudiera probarlo, pague igualmente 60 sueldos, y si no pudiera probarlo, sométase a su juramento.
17. Y si tomara algún hombre por la barba o por los genitales o por los cabellos y pudiera probarlo, salve su mano, y si no pudiere salvarla sea azotada.
18. Y además damos junto a aquella viña del rey una serna del palacio real, ingenua, de una parte de abajo hasta las mansiones y de la otra parte de abajo hasta aquella casa por donde corre el río Ebro. Desde las mansiones hasta el río les damos todo íntegro por encima y por debajo del término sobredicho para hacer huertos y lo que les plazca.
19. Y si estos pobladores de Logroño encontraran a algún hombre en su huerto o en su viña haciendo algún daño durante el día, peche 5 sueldos, la mitad en beneficio del dueño de la honor y la otra mitad al señor de la tierra. Y si lo negare (pruébese) con el juramento del dueño de la heredad, y si le cogieran de noche. 10 sueldos, la mitad al dueño de la heredad y la otra mitad al señor de la tierra, y si lo negare (pruébese) con el juramento del dueño de la heredad.
20. Y de cada casa den cada año dos sueldos al señor de la tierra por Pentecostés
21. Y además, tenga el rey su horno en la villa, y los de la villa cuezan en él su pan y de cada hornada den de porción al rey un pan.
22. El señor que sometiera a la villa y mandara a todos los hombres no ponga a ningún merino que no sea poblador de la villa. Igualmente ponga a los alcaldes, Igualmente al sayón
23. Y los alcaldes de la villa no tomen las novenas de ningún poblador que hiciere caloña. Tampoco las reciba el sayón sino que el señor de la villa les pague de la novena y del arenzatgo.
24. y si el señor tuviera rancura de algún hombre de la villa demándele fianza, y si no pudiera tener fianza llévele de un extremo a otro de la villa y si después no la pudiera encontrar, métalo en la cárcel y cuando salga de la cárcel de 3 medallas de carcelaje
25. Y si el señor tiene rancura de algún hombre foráneo y no pudiera cumplir derecho, métalo en la cárcel y cuando saliera de la cárcel y cuando salga de la cárcel no pague de carcelaje, sino 13 dineros y 1 medalla
26. Y si se produjera alguna recuarta en el mercado, el que fuere rancuroso pruébelo con dos hombres cualquiera que hubieran podido estar ese día en el mercado y peche 60 sueldos, la mitad en tierra, y si pasase ese día, responda al siguiente conforme al fuero de la villa
27. y si algún hombre tiene rancura de vecino de la villa y muestra el sello del sayón de la villa pasara la noche el sello sobre él con sus testigos de que no le presentó fiadores, peche 5 sueldos, la mitad en tierra
28. Y los pobladores de Logroño tengan plena licencia para comprar heredades donde quisieran y ningún hombre les exija mortura, ni sayonía, ni vereda, sino que las tengan seguras, libres o ingenuas. Y si tuvieran necesidad de venderlas, véndalas a quien quisieran.
29. Y si todo poblador de esta villa que tuviera su heredad un año y un día sin contradicción, téngala suelta y libre, y quien después se la reclame peche 60 sueldos al señor de la tierra si estuviera en el término de la villa, y caiga la mitad en tierra.
30. Y donde pudieran encontrar dentro del término tierras yermas sin labrar, que las labren.
31. Y donde encontraran hierbas para pacer, que las aprovechen para pasto, e igualmente que las sieguen para hacer heno para pasto de todos los animales.
32. Y donde pudieran encontrar aguas para regar las piezas o las viñas o para los molinos o los huertos o cualquier otra necesidad que las tomen
33. Y donde encontraran leña, montes, raíces para quemar o hacer casas o cualquier otra necesidad, que las tomen sin ningún impedimento.
34. Y estos términos tienen los pobladores de Logroño, desde el conocido por San Julián hasta Ventosa y desde Viguera hasta marañón y hasta Legarda.
35. Y os doy a vosotros mis pobladores, en estos términos sobre dichos, tierras, viñas, huertos, molinos, cañares y todo cuanto se pueda encontrar que pertenezca o deba pertenecer a mi real persona.
36. Y que tengáis y poseáis esta donación mía firmemente sin ningún impedimento, vosotros y vuestros hijos y toda vuestra progenie o descendencia
37. Y además si algún poblador hiciera molino en la tierra del rey, tome en el primer año toda la producción del molino y de ahí en adelante el rey reciba su mitad y compartan todos los gastos por mitad. Y el poblador que hiciera el molino ponga el molinero por sí mismo.
38. Y si algún poblador hiciera molino en su heredad, téngalo a salvo y libre y no de parte al rey ni a su señor de la tierra.
39. Y si viniera algún hombre de más allá del río Ebro que demande a juicio a algún poblador, responda en su villa o a la entrada del puente de San Juan
40. Y si viniera algún hombre foráneo de la parte de Cameros o de Nájera y demandara juicio a estos pobladores, respondan en Santa María, en el centro de la villa.
41. Y si viniera a juramento no vayan a otra iglesia que a Santa María, en el centro de la villa, para darlo y recibirlo.
42. Y si algún foráneo demandara a juicio a algún poblador o vecino de la villa y no pudiera probarlo con dos testigos legales, vecinos de la villa que tengan sus casas y sus heredades en la villa y no pudiera encontrar estos testigos, sométase a su juramento en Santa María en el centro de la villa.
43. Y tenga total licencia para comprar ropa, trapos, bestias y toda  clase de animales para carne, y no den autor sino juramento de haberlo comprado,
44. Y si algún poblador comprara mula o yegua, o asno o caballo o buey para arar con otorgamiento de mercado o en el camino real y no sabe de quién  (sálvese) con su juramento y no de otro autor. Y el que presentara la demanda devuélvale todo su haber con el juramento de en cuánto fue comprado, y si quisiera recuperar su haber, déselo con el juramento de que no vendió ni donó ese ganado, sino que le fue robado.
45. El señor que mandare en la villa, si demandara a juicio a algún poblador y le dijera “ven conmigo a nuestro señor rey” el poblador no vaya más allá de Calahorra, ni de Viguera, ni de San Martín de Zahara
46. Que no den lezda  en Logroño ni en Nájera
47. Que ningún hombre que tuviere su casa durante un año y un día no de igualmente, portazgo en Logroño ni en Nájera.
48. Y ningún hombre que demandare a juicio a algún poblador no de fiadores a no ser de Logroño.
49. Si el señor que sometiese  a esta villa o el merino, o el cayón. O el señor de la tierra demandare alguna cosa a algún poblador, sálvese por su fuero, esto es, por su juramento y no más.